# رج هریس
رج هریس (انگلیسی: Reg Harris; ۱ مارس ۱۹۲۰ – ۲۲ ژوئن ۱۹۹۲) دوچرخه‌سوار اهل بریتانیا بود.
وی در مسابقات کشوری و بین‌المللی در مجموع برندهٔ ۴ مدال طلا، ۳ مدال نقره، ۱ مدال برنز شده‌است.